# Chilanxi Shuiku
Chilanxi Shuiku (kinesiska: 赤兰溪水库) är en reservoar i Kina. Den ligger i provinsen Fujian, i den sydöstra delen av landet, omkring 240 kilometer sydväst om provinshuvudstaden Fuzhou. Chilanxi Shuiku ligger 132 meter över havet. Arean är 0,41 kvadratkilometer. Omgivningarna runt Chilanxi Shuiku är en mosaik av jordbruksmark och naturlig växtlighet. Den sträcker sig 1,5 kilometer i nord-sydlig riktning, och 0,8 kilometer i öst-västlig riktning.
Genomsnittlig årsnederbörd är 1 610 millimeter. Den regnigaste månaden är maj, med i genomsnitt 312 mm nederbörd, och den torraste är oktober, med 18 mm nederbörd.